# Patrouille de la Shangani
Première Guerre ndébélé
La patrouille de la Shangani, composée de 34 soldats au service de la British South Africa Company (« Compagnie britannique d'Afrique du Sud ») fut prise en embuscade et massacrée par plus de 3 000 guerriers matabélés durant la Première Guerre ndébélé en 1893. Menée par le major Allan Wilson, la patrouille fut attaquée juste au nord de la Shangani dans le Matabeleland en Rhodésie (actuel Zimbabwe). Son destin tragique marqua la mémoire culturelle de l'Empire britannique et devint un événement fondateur de l'histoire nationale de la Rhodésie du Sud où elle était considérée comme l'équivalent rhodésien du siège de Fort Alamo ou de la bataille de Little Big Horn aux États-Unis.
Après la signature en 1888 de la concession Rudd par le roi Lobengula qui accordait des droits miniers à l'homme d'affaires Cecil Rhodes, les troupes de la Compagnie fondée par ce dernier commencèrent à envahir le Matabeleland. Lors de la bataille de la Shangani le 25 octobre 1893, les Matabélés subirent une grave défaite et Lobengula quitta son kraal royal de Bulawayo avant de s'enfuir vers le nord. Envoyée en reconnaissance à l'avant de la colonne principale du major Patrick Forbes qui tentait de capturer le monarque, la patrouille de Wilson, composée d'éléments de la police montée du Mashonaland et de la police frontalière du Bechuanaland, traversa la Shangani dans l'après-midi du 3 décembre 1893. Elle poursuivit sa progression le lendemain mais tomba dans une embuscade tendue par les fusiliers et les guerriers matabélés à proximité du chariot royal. Encerclée et combattant à un contre cent, la patrouille offrit une ultime résistance alors que trois hommes parvinrent à s'échapper et tentèrent d'obtenir l'aide de Forbes. Ce dernier devait cependant affronter une forte opposition près de la rive sud et Wilson et ses hommes restèrent donc isolés sur la rive nord. Après avoir épuisé toutes leurs munitions et tué près de dix fois leur nombre, ils furent tous tués.
Les membres de la patrouille, en particulier Wilson et le capitaine Henry Borrow, devinrent des héros nationaux incarnant le courage face à des difficultés insurmontables. Le jour de la bataille devint un jour férié (en) en Rhodésie deux ans plus tard et le resta officiellement jusqu'en 1920. Un film historique relatant l'affrontement, Shangani Patrol (en), fut réalisé en 1970.
Les circonstances entourant la percée avant le combat final que certains auteurs ont qualifié de désertion restent controversées de même que l'affirmation d'un inDuna (chef) matabélé selon laquelle il aurait remis une caisse de pièces en or à deux hommes non-identifiés de l'arrière-garde de Forbes le 2 décembre. Deux ordonnances furent reconnus coupables d'avoir accepté et gardé l'or mais les preuves contre eux étaient fragiles et les condamnations furent finalement annulées.

## Contexte

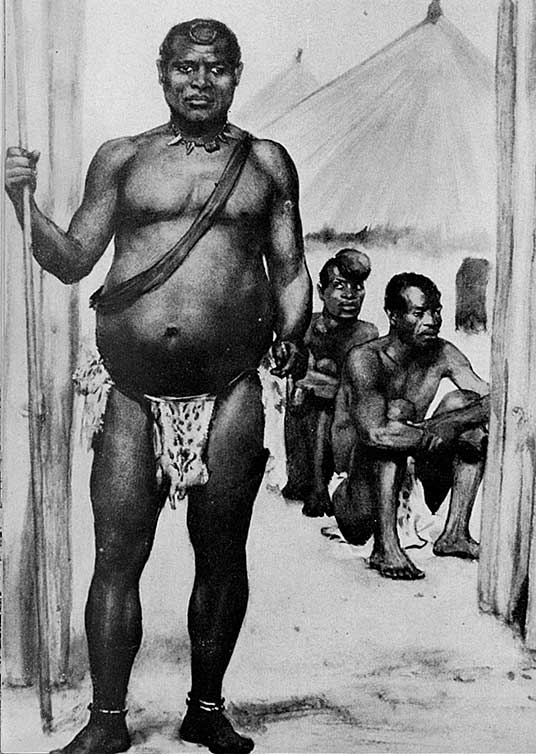
Le roi Lobengula ; dessin posthume basé sur une esquisse contemporaine

Durant le partage de l'Afrique dans les années 1880, l'homme d'affaires et homme politique britannique basé en Afrique du Sud, Cecil Rhodes, envisagea l'annexion de territoires permettant de relier l'ensemble des possessions africaines de l'Empire britannique et de créer une liaison ferroviaire allant du Caire au nord au Cap au sud. En Afrique australe, ce projet était gêné par la présence d'États indépendants au nord-est de la colonie du Cap britannique. Ces derniers étaient les républiques boers fondées par les descendants de colons hollandais et le Matabeleland du roi Lobengula plus au nord.
À la suite de la signature par Lobengula le 30 octobre 1888 de la concession Rudd par laquelle il cédait les droits miniers dans son royaume, la reine Victoria du Royaume-Uni accorda une charte royale à Rhodes et sa British South Africa Company (« Compagnie britannique d'Afrique du Sud ») en octobre 1889. Grâce à cette dernière, la Compagnie avait le droit de commercer et de négocier avec les souverains locaux, de gérer les questions foncières et de lever une force de police : la British South Africa Police qui devint la police montée du Mashonaland en 1892.
En retour de ces droits, la Compagnie administrait et développait tous les territoires qu'elle acquérait tout en respectant les lois édictées par les chefs locaux. Les colons blancs qui s'installèrent dans cette région l'appelèrent Rhodésie en référence à Rhodes. Même si la Compagnie respecta la plupart de ses promesses, la recherche du consentement des chefs locaux, en particulier pour les droits miniers, était rarement la priorité. Elle irrita également Lobengula en lui demandant d'arrêter les raids traditionnels matabélés contre les Shonas qui habitaient dans les zones administrées par les colons blancs. Mécontent de l'attitude de la Compagnie envers son autorité, Lobengula s'opposa à toute nouvelle arrivée de colons et ses guerriers massacrèrent des Shonas dans les environs de Fort Victoria en juillet 1893. Le représentant de la Compagnie, Leander Starr Jameson, organisa un indaba ou conférence tribale pour mettre fin aux tensions mais l'échec de cette tentative de médiation entraîna le début de la Première Guerre ndébélé.

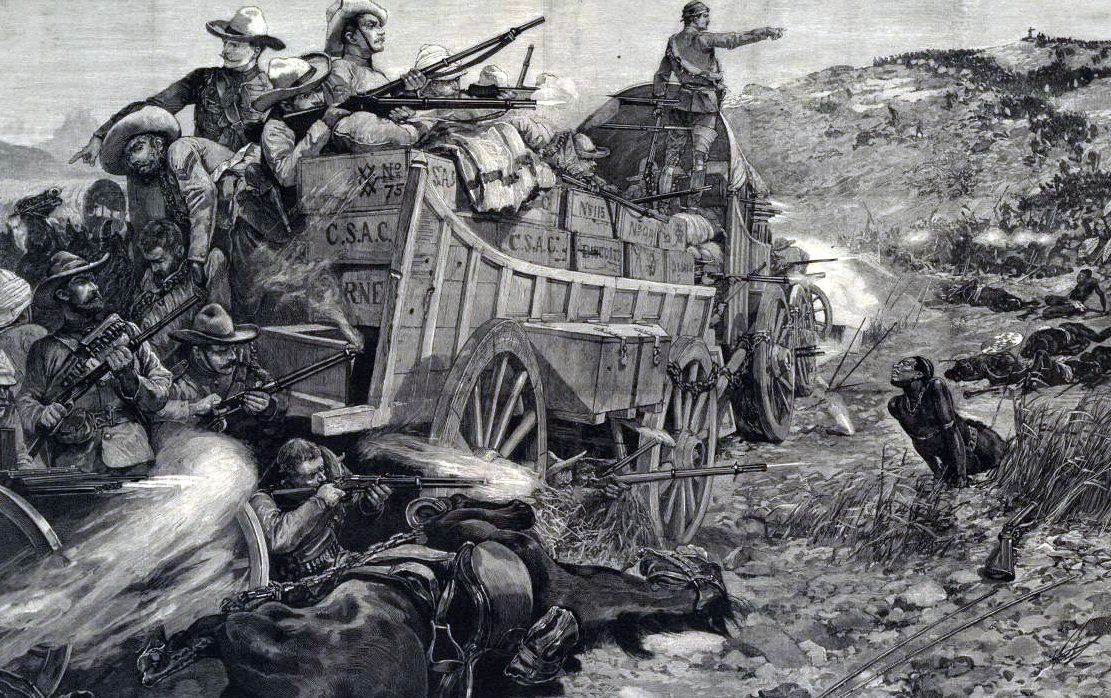
Illustration de la bataille de la Shangani du 25 octobre 1893.

Des troupes de la Compagnie venant de Fort Salisbury et de Fort Victoria se rassemblèrent à Iron Mine Hill dans le centre du pays le 16 octobre 1893. L'unité comptait alors environ 700 hommes commandés par le major Patrick Forbes et disposait de cinq mitrailleuses Maxim. La troupe se mit en marche en direction du sud-ouest et du kraal royal de Lobengula se trouvant à Bulawayo. L'armée matabélée fut mobilisée pour empêcher Forbes d'atteindre la ville et la colonne fut attaquée à deux reprises alors qu'elle approchait. Le 25 octobre, 3 500 guerriers attaquèrent près de la rivière Shangani. Les troupes de Lobengula étaient bien entraînées et représentaient une force formidable selon les standards de l'Afrique pré-coloniale mais elles ne purent rien faire face à la puissance de feu extraordinaire des mitrailleuses Maxim. Selon un témoin, ces dernières, qui n'avaient encore jamais été utilisées au combat par la Compagnie, « fauchèrent littéralement [les guerriers matabélés] comme s'il s'agissait de brins d'herbe ». Lorsqu'ils se replièrent, les Matabélés avaient perdu environ 1 500 hommes contre seulement quatre pour la Compagnie. Une semaine plus tard, le 1er novembre, 2 000 fusiliers et 4 000 guerriers matabélés attaquèrent Forbes à Bembesi à environ 50 km au nord-est de Bulawayo mais ils furent à nouveau écrasés par la puissance de feu des mitrailleuses qui en tuèrent environ 2 500.
Lobengula quitta Bulawayo dès qu'il apprit le désastre de Bembesi le 3 novembre et ses sujets incendièrent la ville alors que les troupes coloniales approchaient des faubourgs. Dans l'incendie qui en résulta, le large trésor royal en or et en ivoire fut détruit de même que les dépôts de munitions qui explosèrent,. Le brasier continuait lorsque les blancs entrèrent dans la ville le lendemain; s'installant dans le « camp de l'homme blanc » où habitaient des missionnaires, ils entreprirent d'éteindre l'incendie. Un arbre fut utilisé comme mât et un drapeau de la Compagnie ainsi qu'un drapeau du Royaume-Uni furent hissés. La reconstruction de Bulawayo commença immédiatement et une ville coloniale s'éleva rapidement sur les ruines de l'ancienne résidence de Lobengula. Jameson, qui se trouvait à présent à Bulawayo, écrivit en anglais, en hollandais et en zoulou la lettre suivante au roi matabélé le 7 novembre 1893 :

« Je vous transmet ce message afin, si possible, d'éviter d'avoir à massacrer à nouveau votre peuple ou de brûler leurs kraals. Pour mettre fin à ce carnage inutile, vous devez immédiatement venir me voir à Bulawayo où je vous garantit que votre vie sera sauve et que vous serez traité avec égards. Je donnerai suffisamment de temps à ces messagers pour vous retrouver et deux jours de plus pour vous permettre de me rejoindre avec votre convoi. Si vous ne venez pas, j'enverrai sans tarder des troupes à votre poursuite car je suis déterminé à créer aussi vite que possible les conditions permettant aux blancs et aux noirs de ce pays de vivre dans la paix et la fraternité. »

— Leander Starr Jameson
Cette lettre, transportée par John Grootboom, un coloured du Cap, arriva dans les mains de Lobengula alors qu'ils se trouvait près de Shiloh Mission à environ 50 km au nord de Bulawayo. Le roi répondit en anglais mais sa réponse ambiguë ne convainquit pas Jameson qui attendit impatiemment une autre lettre. Sans autres nouvelles après les deux jours accordés, il conclut à raison que Lobengula essayait de gagner du temps pour s'éloigner de son ancienne capitale. Jameson appliqua sa promesse et demanda des volontaires pour poursuivre le roi matabélé. Une force mixte d'environ 470 hommes fut rassemblée à partir d'éléments de la police montée du Mashonaland, de la police frontalière du Bechuanaland et des Raaff's Rangers, une unité indépendante menée par le Commandant Piet Raaff. Cette troupe fut placée sous la direction de Forbes, équipée de trois mitrailleuses Maxim et avait pour mission de capturer Lobengula. Jameson dit au major de réaliser des reconnaissances dans la zone entre Shiloh et Inyati pour trouver les traces du passage des Matabélés et l'unité partit dans la soirée du 14 novembre 1893.

## Poursuite de Lobengula
- - Patrouille Shangani (3-4 décembre 1893)
- - Autres batailles : Shangani (25 octobre 1893) et Bembesi (1er novembre 1893)
- - Autres lieux

La colonne quitta Bulawayo en direction du nord et se réorganisa en une force réduite de 290 hommes à Shiloh Mission pour accélérer sa progression. Dans le même temps, le convoi de Lobengula qui avançait vers la rivière Shangani au nord laissait de nombreuses traces de son passage. Celles-ci furent facilement découvertes par Forbes et ses hommes qui se rapprochaient et découvraient régulièrement des campements récemment abandonnées, des provisions et des traînards. Les fortes pluies ralentirent les deux groupes ; Forbes divisa à nouveau son unité pour créer une colonne volante de 160 hommes et renvoya le reste de ses forces. Il continua son avancée et arriva sur la rive sud de la Shangani le 3 décembre où il vit les Matabélés regroupant hâtivement leur bétail de l'autre côté du fleuve derrière la protection d'un impi (régiment) de guerriers. Les foyers encore fumants du camp matabélé trahirent le fait qu'ils venaient juste de traverser le cours d'eau. Afin de savoir si le roi avait franchi la rivière à cet endroit, Forbes envoya le major Allan Wilson (en) accompagné de 12 hommes et de huit officiers en reconnaissance avec ordre de revenir avant le coucher du soleil.
Dans le même temps, Forbes construisit un camp improvisé appelé laager à environ 200 m de la rive. Il y interrogea un prisonnier matabélé qui était le fils d'un inDuna ou chef tribal ; ce dernier confirma que le roi se trouvait où Wilson avait été envoyé et qu'il était malade sans doute de la goutte. Le captif ajouta que le roi avait une escorte d'environ 3 000 guerriers dont la moitié était armée de fusils Martini-Henry. Cette troupe composée des divers régiments de l'armée battue les mois précédents, était très démoralisée mais restait déterminée à empêcher la capture de Lobengula. Après trois semaines de poursuite, les rations de Forbes s'épuisaient dangereusement. Il décida donc d'attaquer le lendemain 4 décembre en espérant pouvoir repartir vers Bulawayo avec le roi avant la nuit.
Le groupe de Wilson resta plus longtemps que prévu au nord de la rivière et il n'était toujours pas revenu à la tombée de la nuit. Dans le même temps, Forbes apprit que la majeure partie de l'armée matabélée, menée par l'inDuna Mjaan, s'était séparée du convoi du roi et allait attaquer le laager pendant la nuit ; ce rapport était en réalité exagéré car seulement 300 fusiliers étaient restés sur la rive sud sans que Forbes ne les ait repéré. La visibilité, déjà limitée par l'obscurité, fut encore réduite par la pluie,. Le laager n'eut aucune nouvelle de Wilson jusque vers 21 h quand le sergent-major Judge et le caporal Ebbage retraversèrent la rivière et indiquèrent à Forbes que Wilson avait repéré les traces du convoi de Lobengula et l'avait suivi sur 8 km. Il estimait que ses chances de prendre le roi vivant était si bonnes qu'il avait l'intention de rester sur la rive nord pendant la nuit. Wilson demanda également à Forbes de lui envoyer plus d'hommes et une mitrailleuse Maxim dans la matinée mais sans expliquer ce qu'il avait l'intention de faire avec.
La patrouille de Wilson avait continué son approche jusque tard dans la soirée et s'était rapproché de la hutte où se trouvait Lobengula. Le capitaine William Napier appela à plusieurs reprises le roi dans la langue matabélée, le sindebele, mais ne reçut aucune réponse de la part des chefs matabélés qui restèrent cachés. Les actions de la patrouille désorientèrent les Matabélés qui ne comprenaient pas pourquoi il semblait y avoir si peu de soldats de la Compagnie et pourquoi ils révélaient ainsi leurs positions. Ils conclurent qu'il devait s'agir d'un piège mais se ravisèrent quand les hommes de Wilson s'étaient arrêtés pour appeler le roi. Après le cinquième appel de Napier, Mjaan ordonna à ses fusiliers de se rassembler autour de la patrouille pour l'encercler
. Wilson réalisa le stratagème et ordonna un repli dans une position abritée du bush où le groupe pourrait se dissimuler jusqu'au matin. Quand le lieutenant Hofmeyer et les troopers Bradburn et Colquhoun disparurent durant la nuit lors d'un orage, Wilson fit brièvement demi-tour pour les retrouver.
En arrivant dans son camp, Wilson envoya un nouveau message au laager qui arriva à sa destination vers 23 h,; Napier, l'éclaireur Bain et le trooper Robertson furent les messagers. Wilson répéta qu'il allait rester sur la rive nord pendant la nuit à proximité du roi et demanda à Forbes de faire traverser toute la colonne à 4 h. Ce dernier estima cependant que cela serait risqué car sa force risquerait d'être attaquée et massacrée dans l'obscurité mais savait également qu'il ne pouvait pas rappeler Wilson car il perdrait certainement Lobengula.
En compromis, Forbes envoya le capitaine Henry Borrow et 21 hommes de l'autre côté de la rivière à 1 h le 4 décembre avec un message indiquant que le laager était encerclé et qu'il « s'attendait à être attaqué à tout moment ». Forbes voulait certainement sécuriser la position de Wilson avec ces renforts mais l'historien W. D. Gales estime que cela fut une grave erreur tactique : l'arrivée de Borrow et de ses hommes rendit la patrouille de Wilson trop nombreuse pour qu'elle puisse être une force de reconnaissance discrète mais trop faible pour pouvoir vaincre les Matabalés et capturer le roi. De fait, Wilson et ses officiers furent déçus par l'arrivée peu avant l'aube de ces renforts plus faibles qu'espérés et sans la mitrailleuse demandée. Seuls 20 de ces hommes (dont Borrow) arrivèrent dans le camp de Wilson ; les troopers Landsberg et Nesbitt furent séparés du groupe durant le trajet et rejoignirent finalement Forbes dans la matinée. Robertson revint avec Borrow et porta l'effectif total de la patrouille à 37 hommes,,,.

## Affrontement

### Embuscades matabélées

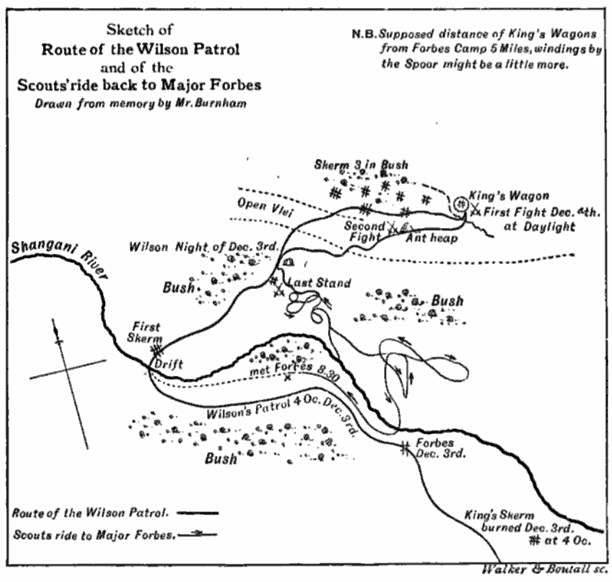
Croquis de la zone des combats réalisée par Frederick Russell Burnham en 1895

Wilson échangea avec ses officiers et aucun n'était particulièrement optimiste pour la suite ; l'un d'eux déclara d'ailleurs : « C'est la fin ». Le soldat et historien britannique Roger Marston suppose que la patrouille serait sortie indemne si elle n'était pas partie à la poursuite du roi mais Wilson décida de continuer. Plusieurs analystes estiment que cela fut peut-être excessivement imprudent mais indiquent que Wilson pensait apparemment qu'il était encerclé et qu'il devait réaliser une sortie. Dans le même temps, les Matabélés rodaient autour du camp pour voir ce que les hommes de la patrouille allaient faire. Sur la rive sud, les 300 fusiliers matabélés s'installèrent dans une position abritée près du fleuve à environ 300 m sur la gauche du camp de Forbes ; dissimulés par un bosquet d'arbres, ils ne furent pas repérés par les soldats de la Compagnie,.
Wilson, Borrow et les 35 autres soldats se mirent en route vers l'enclos matabélé. Le chariot du roi était toujours là mais quand Wilson l'appela, il n'y eut aucune réponse ; le roi était en effet parti pendant la nuit. À ce moment, les hommes entendit le son des fusils en train d'être armés dans les buissons autour d'eux. Un inDuna apparut et annonça que la zone était encerclée par des milliers de Matabélés qui voulaient « voir si les hommes blancs avaient peur de mourir, ». Il tira ensuite un coup de feu pour signaler le début de l'attaque à ses hommes. Ces derniers tirèrent une salve mais la plupart des balles passèrent au-dessus de leurs cibles et aucun des hommes de la Compagnie ne fut touché. Les seules victimes de ces premiers tirs furent deux des chevaux de la patrouille. Wilson ordonna un repli immédiat vers un épais bosquet. Trois hommes furent blessés lors de cette retraite mais aucun grièvement.
Ayant entendu les coups de feu sur la rive nord, Forbes se rapprocha à contre-cœur de la rive sud avec l'intention de traverser la rivière pour aider Wilson. Ses craintes d'une embuscade se révélèrent néanmoins fondées puisque les Matabélés ouvrirent le feu sur la colonne avançant à découvert depuis leur position,. Leurs premiers tirs furent imprécis mais ils se concentrèrent sur les mitrailleuses et les chevaux et obligèrent les soldats à se mettre à couvert ; cinq hommes de la Compagnie furent blessés. L'affrontement dura environ une heure au cours de laquelle la rivière, gonflée par les fortes pluies en amont, commença à déborder.
Dans le même temps, Wilson et ses hommes avancèrent en direction de la rivière avec l'espoir de pouvoir rejoindre Forbes. Au bout d'environ deux kilomètres, ils réalisèrent que leur passage était bloqué par les Matabélés mais Wilson refusa de sacrifier ses blessés en tentant une percée. En désespoir de cause, il ordonna à trois de ses hommes, les éclaireurs américains Frederick Russell Burnham et Pearl « Pete » Ingram et le trooper australien William Gooding, de traverser la ligne matabélée puis la rivière pour obtenir des renforts pendant que Borrow, le reste de la patrouille et lui resteraient sur place. Burnham, Ingram et Gooding parvinrent à passer alors que les Matabélés se rapprochaient de la patrouille encerclée. Après des échanges de tirs qui firent plusieurs morts chez les hommes de la Compagnie, Mjaan ordonna une charge pour en finir mais les Matabélés furent repoussés avec plus de 40 morts.
Burnham, Ingram et Gooding atteignirent la Shangani vers 8 h mais virent rapidement que le courant était trop important pour que Forbes puisse offrir son aide. Réalisant la futilité de rejoindre Wilson sans renforts, ils traversèrent le fleuve en crue avec de grandes difficultés. Ils se rendirent ensuite rapidement où la bataille sur la rive sud faisait rage. Arrivant épuisé au niveau de la colonne principale, Burnham descendit de son cheval et courut vers Forbes pour lui dire : « Je pense pouvoir dire que nous sommes les seuls survivants de cette expédition » avant de charger son fusil et de rejoindre l'affrontement,,.

### Ultime résistance
Ce qui est ensuite arrivé à la patrouille Shangani n'est connu que par les sources matabélées. Selon ces dernières, les guerriers matabélés offrirent aux derniers Blancs d'épargner leurs vies s'ils se rendaient mais les hommes de Wilson refusèrent d'abandonner. Ils s'abritèrent derrière leurs chevaux morts et tuèrent, selon Mjaan, environ 500 Matabélés soit plus de dix fois leur nombre. Ils furent cependant progressivement réduits par la formidable force ennemie attaquant de tous les côtés mais continuèrent à combattre malgré leurs blessures à la stupéfaction des Matabélés qui pensèrent que les Blancs étaient ensorcelés ; l'un des inDuna déclara ; « Ce ne sont pas des hommes mais des magiciens ».
À la fin de l'après-midi et après des heures de combat, la patrouille arriva à court de munitions et ses hommes se levèrent, se mirent à chanter God Save the Queen et échangèrent des poignées de main. Les Matabélés abaissèrent leurs fusils et chargèrent avec leurs sagaies,. Selon un témoin, « l'inDuna blanc (Wilson) fut le dernier à mourir alors qu'il était debout immobile devant les Matabélés avec du sang coulant des blessures qui couvraient son corps. Après un moment d'hésitation, un jeune guerrier se jeta sur lui et le tua avec sa sagaie ». Il était habituel pour les guerriers matabélés de mutiler les corps de leurs ennemis après une victoire mais ce ne fut pas le cas à cette occasion ; un inDuna expliqua que « les hommes blancs moururent si courageusement que nous ne pouvions les traiter comme des Mashonas couards ». Sur les ordres de Mjaan, les corps fut laissés intacts même si les guerriers récupérèrent leurs vêtements et deux visages le lendemain matin pour prouver à Lobengula l'issue de la bataille.
Sur les 43 hommes de la patrouille Shangani, 37 étaient présents au début de la bataille. Ce nombre passa à 34 quand Wilson ordonna à Burnham, Ingram et Gooding de s'échapper et ils furent tous tués au combat. Même si les membres de la patrouille venaient de tout l'Empire britannique, la plupart étaient originaires de Grande-Bretagne. Wilson était lui-même né en Écosse tandis que Borrow venait de Cornouailles. La patrouille comptait également des Sud-Africains (plusieurs hommes dont le capitaine William Judd), des Américains (Burnham et Ingram), des Indiens (les troopers Dillon et Money), un Canadien (l'éclaireur Robert Bain), un Australien (Gooding) et un Néo-Zélandais (le trooper Frank Vogel) ; aucun n'était originaire de Rhodésie,,,.

## Conséquences
Après la fin de la bataille sur la rive sud de la Shangani, Forbes et sa colonne envisagèrent de partir à la recherche des possibles survivants de la patrouille mais la traversée de la rivière en crue posait problème. Supposant à raison que tous les hommes sur la rive nord étaient morts, ils se mirent en route vers Bulawayo et furent attaqués à six reprises par les Matabélés lors du voyage de retour qui dura deux semaines; à court de provisions et sous une pluie battante, les hommes débraillés abattirent leurs derniers chevaux pour se nourrir et se fabriquèrent des chaussures improvisées avec les sacoches de munitions. Forbes se sentit tellement humilié par la tournure des événements qu'il abandonna le commandement de la colonne qui passa de facto au commandant Raaff. Ce dernier tira profit de son expérience durant la guerre anglo-zouloue de 1879 pour assurer la survie de ses hommes exténués ; il évita plusieurs embuscades matabélés et créa un faux camp sur lequel les Matabélés gaspillèrent de nombreuses munitions pendant une demi-journée. À l'arrivée sans gloire de la colonne à Bulawayo le 18 décembre 1893, Forbes fut reçu par une disgrâce à peine voilée. Une parade fut organisée pour Cecil Rhodes et le fondateur de la Compagnie passa devant le major sans dire un mot. À l'inverse, Raaff fut publiquement remercié par Rhodes pour avoir assuré le retour sain et sauf de la colonne.
Dans le même temps, Lobengula continua vers le nord-est et était hors de portée des troupes de la Compagnie, du moins dans l'immédiat. Son état de santé s'aggrava rapidement du fait de ce qui se révéla être la variole et il mourut le 22 ou le 23 janvier 1893. À la mort du roi, Mjaan, le plus ancien des inDunas, le remplaça mais il était âgé et son unique fils avait été tué lors des combats contre la Compagnie. Il souhaitait faire la paix et à la fin du mois de février 1894, il organisa un indaba au cours duquel ses pairs et lui rencontrèrent James Dawson, un commerçant qu'ils connaissaient depuis de nombreuses années, qui leur remis un rameau d'olivier au nom de la Compagnie. L'assemblée accepta à l'unanimité et Dawson fut emmené sur le site de la bataille où il examina et identifia les corps largement décomposés des membres de la patrouille qui reposaient encore où ils étaient tombés.

## Héritage

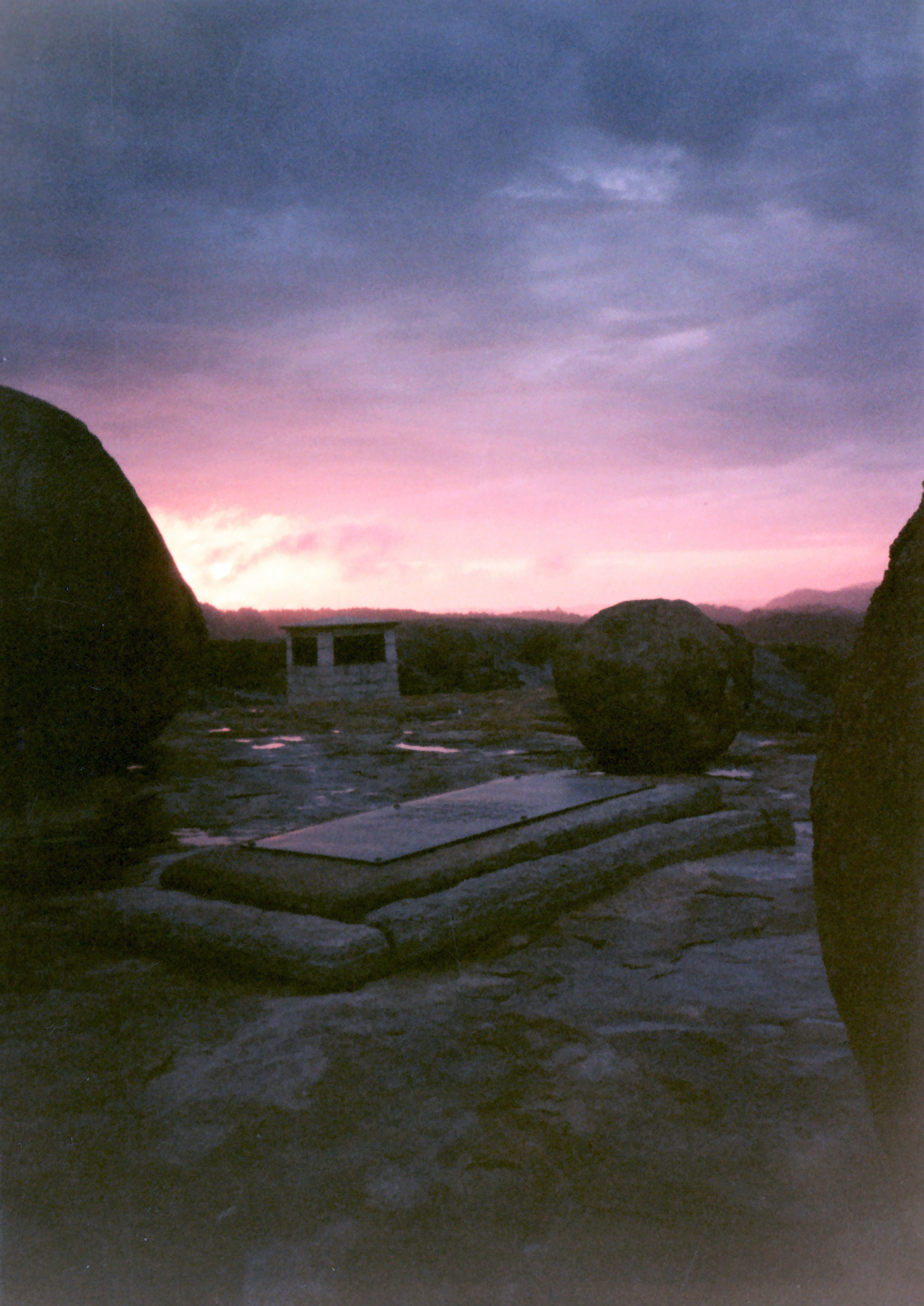
Tombe de Cecil Rhodes à World's View en 1996. Les restes des membres de la patrouille sont enterrés sur le même site et le mémorial est visible à l'arrière-plan.

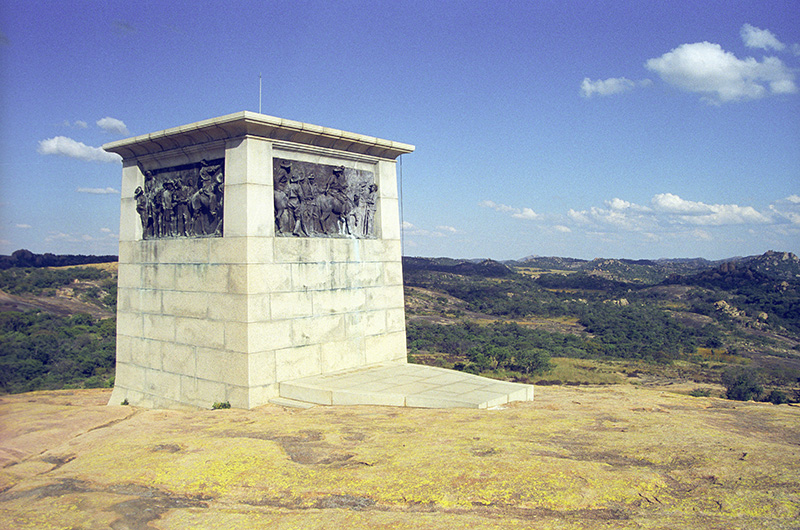
Mémorial à la patrouille Shangani dessiné par Herbert Baker

Le destin de la patrouille fut rapidement relayé depuis la Rhodésie en Afrique du Sud puis dans le reste de l'Empire britannique et du monde. En Grande-Bretagne, une pièce patriotique intitulée Cheer, Boys, Cheer ouvertement inspirée par l'événement fut écrite par Augustus Harris, Cecil Raleigh et Henry Hamilton et présentée au théâtre de Drury Lane à partir de septembre 1895. La pièce relate l'histoire d'un jeune officier colonial en Afrique du Sud et en Rhodésie avec un troisième acte centré sur la première guerre anglo-matabélée qui se termine par une scène rappelant fortement la fin de la patrouille Shangani. Le spectacle fut joué pendant près de six mois à Londres puis lors d'une tournée dans tout le Royaume-Uni pendant plus de deux ans,, durant laquelle elle attira de larges foules. Selon l'historien Neil Parsons, elle contribua à ce que la patrouille « gagne rapidement un statut mythologique ».
Du point de vue historique, la patrouille Shangani devint un élément central de l'identité rhodésienne avec Wilson et Borrow présentés comme des personnages héroïques symbolisant le devoir face à des difficultés insurmontables,. Leur ultime résistance devint un mythe national et comme l'écrivit l'historien Lewis Gann, « l'équivalent [rhodésien] du sanglant massacre de l'Alamo et de l'ultime résistance de Custer dans l'Ouest américain ». En 1895, le 4 décembre devint le Shangani Day, un jour férié (en) ; en 1920, il fut renommé Occupation Day pour commémorer plusieurs événements coloniaux.
Les dépouilles des membres de la patrouille Shangani furent inhumés le 14 août 1894 dans les ruines du Grand Zimbabwe. Rhodes écrivit par la suite dans son testament qu'il voulait qu'ils soient réenterrés avec lui à World's View dans les monts Matobo ; cela fut fait en 1904, deux ans avant son décès. Également à sa demande, un mémorial fut érigé à World's View en juillet 1904 puis consacré par l'évêque Gaul du Mashonaland le 5 juillet 1905. Le monument, de 10 m de haut et en granite issu d'un kopje voisin, fut dessiné par Herbert Baker et inspiré par le piédestal d'Aggripa de l'Acropole d'Athènes. Sur les quatre côtés du mémorial, les membres de la patrouille sont représentés sur des reliefs. L'inscription principale indique « Aux Hommes Courageux » avec un énoncé plus petit en dessous : « Érigé en mémoire d'Allan Wilson et de ses Hommes qui tombèrent en combattant les Matabélés sur la rivière Shangani le 4 décembre 1893. Il n'y eut aucun survivant ». Les tombes et le monument existent encore de nos jours.
Un court métrage muet britannique sur l'affrontement, Major Wilson's Last Stand, fut réalisé en 1899. Une chanson, Shangani Patrol, fut écrite par le parolier et chanteur rhodésien John Edmond et enregistrée par le chanteur sud-africain Nick Taylor en 1966 comme la face B d'une autre de ses œuvres, The UDI Song, sur la déclaration unilatérale d'indépendance de la Rhodésie. Ce titre patriotique resta au sommet du palmarès rhodésien pendant quatre semaines. Un film de guerre historique, également intitulé Shangani Patrol, fut tourné en Rhodésie en 1970.

## Controverse

### Caisse d'or de Lobengula

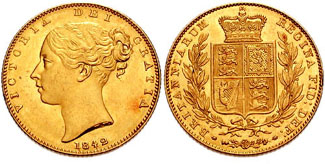
Souverains en or de 1842 avec l'effigie de la reine Victoria

Peu après la fin de la guerre, l'un des inDuna de Lobengula déclara à Dawson que le roi Lobengula avait donné une caisse de souverains en or à deux messagers matabélés, Petchan et Sehuloholu, en leur ordonnant d'aller à la rencontre de la colonne avant qu'elle n'atteigne la rivière Shangani. Ils devaient dire à Forbes que le roi reconnaissait sa défaite et offrait ce tribut d'une valeur de 1 000 livres (environ 400 000 £ de 2011) à condition que la colonne fasse immédiatement demi-tour et cesse de le poursuivre. Lobengula aurait déclaré que « l'or est la seule chose qui fera s'arrêter les hommes blancs ». Selon l'inDuna, Petchan et Sehuloholu, interceptèrent la colonne le 2 décembre, la veille de son arrivée sur la Shangani, et se cachèrent dans les alentours. Ils donnèrent ensuite l'argent et le message à deux hommes de l'arrière-garde,.
Dawson relaya cette histoire à Bulawayo et les autorités lancèrent une enquête. Aucun des membres de la colonne ne corrobora ce récit. La Compagnie estimait cependant peu probable qu'un inDuna invente une telle histoire et considéra que si elle était véridique, des négociations avec Lobengula aurait permis de mettre fin au conflit avant que Wilson ne traverse la rivière. L'historien Robert Cary avance que cette supposition ignore le fait que Forbes avait pour mission de capturer Lobengula et non de mettre un terme aux hostilités,. Des avocats choisis par la Compagnie initièrent une enquête formelle dès le début de l'année 1894.
Deux ordonnances, William Charles Daniel et James Wilson (sans liens de parenté avec Allan Wilson), devinrent rapidement les principaux suspects. Ils furent accusés d'avoir accepté l'or des deux messagers matabélés et de l'avoir gardé sans transmettre le message. Les deux hommes nièrent ces charges en avançant qu'ils ne faisaient pas partie de l'arrière-garde le 2 décembre même si l'un ou les deux auraient pu s'y rendre à un moment de la journée. Aucun des messagers matabélés ne les reconnut durant le procès au tribunal de Bulawayo. Les preuves contre eux étaient en grande partie indirectes ; les deux hommes avaient été vus en possession d'importantes quantités d'or peu après le retour de la colonne et avaient rapidement acheté des terrains en payant en liquide. Daniel déclara qu'il avait gagné cet argent en jouant aux cartes tandis que Wilson affirma qu'il l'avait amené avec lui lors de son installation en Rhodésie.
Des témoins confirmèrent que les deux accusés étaient de gros parieurs et qu'ils avaient joué avec des souverains en or dans le camp d'Inyati avant le début de la poursuite. Sehuloholu indiqua dans son témoignage que les hommes qu'il avait rencontrés à l'arrière-garde parlaient parfaitement le sindebele mais ni Daniel ni Wilson ne connaissaient cette langue tandis que le seul membre de la colonne le parlant couramment était un aide-soignant qui n'avait jamais été à l'arrière de la troupe. Le procureur suggéra que Sehuloholu pouvait exagérer le niveau de langue de ses interlocuteurs étant donné que les échanges avaient été relativement simples et n'exigeaient pas une connaissance élevée du sindebele. Incapable de prouver l'origine de leur argent, Daniel et Wilson furent reconnus coupables et condamnés à 14 ans de travaux forcés. Le tribunal ne pouvait cependant pas légalement prononcer des peines supérieures à trois mois et les deux hommes furent libérés en 1896 sur ordre du haut-commissaire pour l'Afrique du Sud, Henry Brougham Loch. Les juristes de ce dernier annulèrent également la décision de justice en estimant que les preuves étaient trop fragiles. L'existence de la caisse d'or de Lobengula n'a jamais été prouvée et l'incident n'a jamais été expliqué de manière certaine.

### Burnham, Ingram et Gooding
Les événements entourant le massacre de la patrouille Shangani ont été rapportés par Burnham, Ingram et Gooding, les Matabélés présents à la bataille dont notamment l'inDuna Mjaan et les hommes de la colonne de Forbes,,,,,. Les comptes rendus de Burnham, d'Ingram et de Gooding se corroborent mutuellement et leur version des événements fut acceptée comme véridique par le tribunal de Bulawayo en décembre 1893. Les récits matabélés, qui furent retranscrits en 1894, semblent confirmer le caractère de la sortie car ils indiquent que trois des hommes blancs qu'ils combattaient, dont Burnham qui fut reconnu par plusieurs guerriers, s'échappèrent durant une accalmie pendant l'affrontement peu après que Wilson se soit retranché,.
Même si les récits fournis par les témoins oculaires soutiennent les conclusions du tribunal, certains historiens se demandent si les trois hommes ont réellement été envoyés demander de l'aide par Wilson et s'ils n'ont pas simplement déserté quand la situation devenait intenable. Les partisans de cette idée représentent souvent Burnham comme un homme qui embellissait les faits et intimidait les témoins pour qu'ils fassent de fausses déclarations. La plus ancienne mention de cette accusation de désertion date de 1935 et est attribuée à John Coghlan, un cousin du premier ministre de Rhodésie Charles Coghlan, qui écrivit à son ami John Carruthers qu'« un homme très fiable [l'avait] informé que Wools-Sampson lui avait dit que » Gooding avait confessé sur son lit de mort [en 1899] que les deux Américains et lui n'avaient pas réellement était envoyés par Wilson et qu'ils étaient simplement partis d'un commun accord. Cette confession, venant d'une source anonyme, n'est pas mentionnée dans la nécrologie de 1899 de Gooding.
L'historien rhodésien Peter Emmerson se demande pourquoi Wilson se serait séparé de trois de ses hommes à ce moment aussi délicat. L'historien J. P. Lott suggère que Wilson avait déjà envoyé deux fois des messagers à Forbes la nuit précédente alors qu'il avait moins d'hommes et qu'il n'est pas anormal qu'il ait à nouveau pris cette décision. John O'Reilly, un autre historien rhodésien, s'interroge sur la participation à la sortie de Gooding ; l'envoi de Burnham et d'Ingram, deux des éclaireurs expérimentés, semblait suffisant. Gooding écrivit dans son compte-rendu que Wilson avait uniquement demandé à Burnham de rejoindre Forbes mais que le capitaine Judd avait suggéré qu'il soit accompagné de deux hommes. Burnham fit appel à Ingram et Borrow demanda à Gooding de les accompagner. Burnham déclara également que Borrow avait envoyé Gooding.
Les trois hommes reçurent chacun la médaille de la Compagnie pour leur service durant la première guerre anglo-matabélée et ils participèrent tous à la seconde Guerre ndébélé de 1896-1897. Burnham devint un exemple pour de nombreux officiers dont Frederick Carrington, Robert Baden-Powell et Frederick Roberts. Carrington le qualifia de « meilleur éclaireur qui ait jamais exploré l'Afrique. Il était mon commandant en 1896 dans le Matabeleland et il était les yeux et les oreilles de ma force ». Le président américain Theodore Roosevelt tenait également Burnham en haute estime et écrivit en 1901 : « Il est un éclaireur et un chasseur d'un courage et d'une adresse rare, un homme sans peur, une fine gâchette et un guerrier. Il est l'éclaireur parfait ». Alors qu'il combattait au sein de l'armée britannique durant la seconde guerre des Boers de 1899-1902, Burnham reçut l'ordre du Service distingué alors la seconde plus haute distinction militaire britannique.